# Virbia catama
Virbia catama là một loài bướm đêm thuộc phân họ Arctiinae, họ Erebidae.